# Euderus lividus
Euderus lividus är en stekelart som först beskrevs av William Harris Ashmead 1886.  Euderus lividus ingår i släktet Euderus och familjen finglanssteklar. Inga underarter finns listade i Catalogue of Life.